# Системи небесних координат
Системи небесних координат використовують в астрономії для опису положення світил на небі або точок на уявній небесній сфері. Координати світил або точок задаються двома кутовими величинами (або дугами), які однозначно визначають положення об'єктів на небесній сфері. Таким чином, системи небесних координат є сферичними системами координат, в яких перша координата — відстань — часто невідома і не відіграє ролі. Ці системи відрізняються одна від одної вибором основної площини та початку відліку на ній.

## Найвідоміші системи координат
- Горизонтальна система координат. У цій системі основною площиною є площина математичного горизонту. Однією координатою при цьому є або висота світила над горизонтом h , або його зенітна відстань z. Іншою координатою є азимут A. Відлік азимута здійснюється від точки півдня. Система застосовується для визначення напрямку на світило за допомогою кутомірних інструментів і під час спостережень у телескоп, змонтований на азимутальній установці.
- Перша екваторіальна система координат. Основною площиною є площина небесного екватора. Застосовується для визначення точного часу та при спостереженнях в телескоп, змонтований на екваторіальній установці.
- Друга екваторіальна система координат. Як і в першій екваторіальній системі, основною площиною є площина небесного екватора. За початок відліку на екваторі обрано точку весняного рівнодення. Через те, що точка весняного рівнодення потроху зсувається внаслідок прецесії, було запроваджено поняття епохи спостережень. Система була загальноприйнятою в астрометрії до кінця XX сторіччя. У цій системі складалися астрономічні каталоги. 
У зв'язку з підвищенням точності астрометричних спостережень 1998 року змінена на міжнародну небесну систему координат (ICRS)[1]. Продовжує широко застосовуватися у тих випадках, коли надвисока точність координат не потрібна.
- Екліптична система координат. Основною площиною є екліптика, а початком відліку на екліптиці слугує точка весняного рівнодення. Застосовується в теоретичній астрономії для визначення орбіт небесних тіл.
- Галактична система координат — система небесних координат із центром у Сонці, основною площиною в якій є площина галактичного диску.
- Міжнародна небесна система координат — система координат, незалежна від обертання Землі, від руху її орбітою навколо Сонця, від  прецесії та нутації земної осі. Створена Міжнародним Астрономічним Союзом у зв'язку з потребою значного підвищення точності астрометричних спостережень (до 0,001"). Система максимально наближена до другої екваторіальної системи координат епохи J2000.0.

Залежно від поставленої задачі, може бути зручнішим використовувати ту чи іншу систему.

## Історія та використання
Небесні координати застосовувалися вже в глибокій давнині. Опис деяких систем міститься в працях давньогрецького мислителя Евкліда (близько 300 до н. е.). Опублікований в «Альмагесті» Птолемея [зоряний каталог містив положення 1022 зір в екліптичній системі небесних координат.
Спостереження змін небесних координат призвели до найвизначніших відкриттів астрономії, які мають величезне значення для пізнання Всесвіту. До них належать явища прецесії, нутації, аберації, паралаксу, власних рухів зір та ін. 
Вивчення небесних координат допомагає розв'язувати задачі вимірювання часу, визначати географічні координати земної поверхні, досліджувати нерівномірності обертання нашої планети. 
Широке застосування небесні координати мають при складанні зоряних каталогів, при вивченні істинних рухів небесних тіл — як природних, так і штучних — у небесній механіці та астродинаміці і при вивченні просторового розподілу зір у проблемах зоряної астрономії.